# Smith & Wesson Модель 4506
Smith & Wesson Модель 4506 третє покоління самозарядних пістолетів компанії Smith & Wesson серії 4500. Модель 4506 розроблена під набій .45 ACP, а з купівлею спеціальних пружин можна використовувати більш потужний набій .45 Super. Конструкція майже повністю зроблена з неіржавної сталі, а тому надзвичайно стійкий до суворих погодних умов. Модель 4506 є традиційним пістолетом подвійної/одинарної дії. Перший постріл відбувається у режимі подвійної дії. Кожний наступний постріл відбувається у одинарному режимі. Він має руків'я з ксеною з хвилястою або прямою задньою планкою. Модель 4506 випускали з 1988 по 1999 роки.
Як і більшість самозарядних пістолетів Smith & Wesson третього покоління, Модель 4506 має комбінацію запобіжника і важеля безпечного спуску курка на затворній рамі, запобіжник ударника плунжерного типу, розмикач магазина і встановлений на штифті зовнішній екстрактор на поворотній пружині.

## Варіанти
Smith & Wesson Модель 4506-1: Пізня модифікована версія 4506. Змінено процес виробництва затвора. Форма спускової скоби змінена на круглу. Пізніше, курок та спусковий гачок отримали воронування замість хромування, а маркування S&W почали наносити лазером.
Smith & Wesson Модель 4516: Компактна версія зі стволом довжиною 3 3⁄4" на малій рамці з однорядним магазином на 7 набоїв.
Smith & Wesson Модель 4546: Версія лише подвійної дії з округлим, коротким курком. Випускався лише в 1992 році.
Smith & Wesson Модель 4563: Версія середнього розміру зі стволом 41⁄4" на рамці зі сплаву.
Smith & Wesson Модель 4566: Версія середнього розміру зі стволом 41⁄4" на сталевій рамці. Спочатку модель 4566 випустили для поліції штату Нью-Гемпшир. На червень 2015 пістолети використовують у поліції штату Західна Вірджинія, вони є лише Подвійної дії зі зменшеним курком. Версії: Неіржавна сталь та чорний меланіт. Обидві версії мають емблему S&W та напис "West Virginia State Police" на лівому боці затворної рами. Напис "West Virginia State Police" нанесено також на правому боці затворної рами. Перед спусковою скобою розташовано планку Пікатіні. Поліцейські носять два запасних магазини на лівому боці службового ременю, загальна кількість набоїв на патрулюванні становить 24 штуки.
Smith & Wesson Модель 4567: Версія середнього розміру зі стволом a 41⁄4" на повнорозмірній рамці з неіржавної сталі з затвором із синьої вуглецевої сталі і тритієвим нічним прицілом. Також пістолет відомий як Модель 4567-NS. За єдиний рік виробництва (1992 рік) було випущено 1236 пістолети.
Smith & Wesson Модель 4505: Рідкісна версія із синьої вуглецевої сталі Моделі 4506, у 1992 році було випущено 1,200 екземплярів.
Smith & Wesson Модель 4586: Версія Моделі 4566 з лише подвійною дією, з частково зведеним курком і без зовнішнього запобіжника/важеля безпечного спуску. Пістолет поставляли для поліції штату Айдахо  у період 1992-2002.